# Seznam slovenskih filmskih igralk
Seznam slovenskih filmskih igralk zajema filmske, televizijske in gledališke igralke rojene na ozemlju današnje Slovenije.  Glej tudi: seznam slovenskih igralcev

## A
Alenka Avbar - Draga Ahačič - Jožica Avbelj - Katarina Avbar - Lenore Aubert - Mara Apih Pečar

## B
Barbara Babič - Pia Babič - Iva Babić - Liljana Bačar - Aleksandra Balmazović - Meta Baš - Nada Bavdaž - Mira Bedenk?- Olga Bedjanič (por. Olga Likar) - Ljerka Belak - Viktorija Bencik - Marija Benko - Alida Bevk - Julka Bezjak - Maja Blagovič - Sonja Blaž - Barica Blenkuš - Maja Boh - Ana Bohvan - Ruša Bojc - Berta Bojetu-Boeta -   Alenka Bole Vrabec - Zofija Borštnik - Nada Božič - Urša Božič - Bogdana Bratuž - Urška Bradaškja - Marijana Brecelj - Vida Breže -  Neda R. Bric - Pavla Brunčko - Metka Bučar - Berta Bukšek - Nataša Burger

## C
Miranda Caharija -  Barbara Cerar - Vida Cerkvenik-Bren - Bojana Ciglič - Anka Cigoj - Lea Cok - Jelka Cvetažar -

## Č
Damjana Černe - Katarina Čas - Lucija Ćirović - Silva Čušin - Zora Červinka

## D
Avgusta Danilova - Mira Danilova - Silva Danilova - Vera Danilova - Eva Derganc - Maša Derganc - Maja Dežman - Tanja Dimitrievska  - Daša Doberšek - Majda Dobovišek Škodnik - Ana Dolinar Horvat - Darja Dominkuš - Manca Dorrer - Ana Nuša Dragan - Larissa Drekonja - Anja Drnovšek - Lučka Drolc  - Štefka Drolc - Veronika Drolc - Angela Dujec Zaccaria - 

## Đ
Zala Đurić

## F
Ana Facchini - Mojca Fatur - Lenča Ferenčak - Gaja Filač - Neva Jana Flajs - Irma Flis - Metka Franko - Mojca Funkl - Ula Furlan

## G
Metka Gabrijelčič - Nada Gabrijelčič - Bernarda Gašperčič - Maja Gerden - Savina Geršak - Maja Gal Štromar - Slavka Glavina - Teja Glažar -  Milena Godina - Manja Golec - Tina Gorenjak - Slavica Gorinšek - Marija Goršič - Nataša Barbara Gračner - Olga Grad - Petra Govc - Liza Marija Grašič - Majda Grbac - Marjeta Gregorač - Anita Gregorec - Ana Grgurevič - Vika Gril - Milena Grm - Lucija Grm Hudeček - Maša Grošelj - Tina Gunzek

## H
Ana Hadžialjević - Judita Hahn - Lucija Harum - Helena Hegler - Angelica Hlebce - Urška Hlebec - Sonja Hlebš - Ana Hribar - Lena Hribar - Rosana Hribar - Tjaša Hrovat - Breda Hrovatin-Vintar - 

## I
Nina Ivanič - Nina Ivanišin Janežič

## J
Angela Janko-Jenčič - Annemarie Jerman - Barbara Jakopič - Barbara Jamšek - Barbara Pia Jenič - Eva Jesenovec - Ivanka Jamnik - Iza Jerman - Lara P. Jankovič - Lidija Jenko - Marjana Jaklič Kanček - Metka Jurc - Mina Jeraj - Nika Juvan Kalan - Patrizia Jurinčič - Polona Juh - Polonca Juvan - Vesna Jevnikar - Vida Juvan

## K
Nedeljka Kacin - Olga Kacjan - Mila Kačič - Ela Kalan - Milada Kalezić - Alja Kapun - Ana Karneža - Klara Kastelec - Nataša Keser - Minu Kjuder - Julija Klavžar - Mirel Knez - Anuša Kodelja - Helena Koder - Sabina Kogovšek - Majda Kohek - Dragica Kokot - Mateja Koležnik - Lara Komar - Karin Komljanec - Nataša Konc Lorenzutti - Maja Končar - Mirjam Korbar - Majča Korošaj (Majda Koroša) - Manca Košir - Tatjana Košir - Zora Košuta - Irena Kovačević - Loti Kovačič - Katra Kozinc - Lidija Kozlovič - Alenka Kozolc - Alenka Kraigher - Barbara Krajnc Avdić - Irena Krajnc - Iva Krajnc - Elvira Kralj - Eva Kraš - Ida Kravanja (Ita Rina / Italina Lida Kravanja) - Anita Kravos - Suzana Krevh - Jasna Krofak -  Magdalena Kropiunig - Marjanca Krošl - Breda Krumpak - Jasna Kuljaj -  Barbara Kukovec - Andreja Kuliš - Anica Kumer - Ema Kurent - Vesna Kuzmić

## L
Mira Lampe Vujičić - Barbara Lapajne - Neža Lesar - Ančka Levar - Barbara Levstik - Katja Levstik - Vida Levstik - Liza Marijina - Marija Lojk-Tršar - Silva Lojk? - Minca Lorenci - Vesna Lubej - 

## M
Vesna Maria Maher - Maruša Majer - Janja Majzelj - Svetlana Makarovič - Truda Malec - Marija Vera - Tamara Matevc - Tina Matijevec - Matildalina - Nataša Matjašeč - Elfie Mayerhofer - Barbara Medvešček - Cirila Medved-Škerlj - Mija Mencej - Jana Menger - Maja Martina Merljak -  Ivanka Mežan - Saša Mihelčič - Irena Mihelič - Ksenija Mišič - Zvezdana Mlakar - Darja Moškotevc - Desa Muck - Milena Muhič - Vera Murko (r. Šubic) -

## N
Marija Nablocka - Doroteja Nadrah - Avrelija Nakrst - Maja Nemec - Vela Nigrin - Anja Novak - Medea Novak - Mihaela Novak - Barbara Novakovič Kolenc -  

## O
Nada Obereigner - Maruša Oblak - Metka Ocvirk - Manca Ogorevc - Bernarda Oman - Iuna Ornik - Jara Sofija Ostan - Jette Ostan Verjup -

## P
Vera Pantić Malerič - Mojca Partljič - Saša Pavček - Saša Pavlin Stošić - Ana Pavlović Zupanc - Vera Per - Vesna Pernarčič - Marta Pestator - Ervina Petrovčič Wrischer - Helena Peršuh - Nikla Petruška Panizon - Daniela Pietrasanta - Simona Pihler - Alenka Nika Pirjevec - Alenka Pinterič - Mojca Platner - Draga Potočnjak -  Valentina Plaskan - Irma Polak - Duša Počkaj - Lučka Počkaj - Vesna Ponorac - Majda Potokar - Tanja Poberžnik - Vika Podgorska - Tina Potočnik Vrhovnik - Žana Povše - Ida Pregarc - Irena Prosen - Mateja Pucko - Breda Pugelj Otrin - Metka Pugelj - 

## R
Angela Rakar - Nina Rakovec - Tanja Ravljen - Urša Ravnik - Mateja Rebolj - Lejla Rehar Sancin - Darja Reichman - Marija Reisner - Barbara Ribnikar - Anja Ribič - Mojca Ribič - Tanja Ribič  - Dušanka Ristić - Zlata Rodošek - Nataša Rogelj - Tonja Rojc Ponebšek - Petra Rojnik - Ajda Rooss - Nika Rozman - Špela Rozin - Anja Rupel - Neda Rusjan Bric - Jelena Rusjan - Ana Ruter - 

## S
Angela Sadar - Angela Salloker - Mira Sardoč - Danica Savinova - Maja Sever - Sava Sever - Jelica Siard - Eva Simčič Nifergal - Neža Simčič - Vladoša Simčič - Milena Simončič Hren - Nataša Sirk - Neda Sirnik - Anica Sivec - Helena Skebe - Mia Skrbinac - Majda Skrbinšek - Nina Skrbinšek - Marjuta Slamič - Vesna Slapar - Marica Slavec - Maša Slavec - Mojca Simonič - Ajda Smrekar - Lea Sobočan - Rozalija Sršen - Ema Starc - Tea Starc - Julka Starič - Katarina Stegnar - Sonja Stopar - Nadja Strajnar Zadnik - Eva Stražar - Nataša Sultanova - Lidija Sušnik - Alenka Svetel

## Š
Mirjana Šajinovič  - Romana Šalehar - Mihaela Šarič - Marija Šeme - Katja Šivec - Eva Škofič Maurer - Katja Škofic - Jana Šmid - Maja Šugman - Majolka Šuklje - Marija Šali Per - Marinka Štern - Kaja Štiglic - Zala Ana Štiglic - Tjaša Šuligoj - Mina Švajger

## T
Urška Taufer - Alenka Tetičkovič - Nataša Tič Ralijan - Alja Tkačeva - Kaja Tokuhisa - Ajda Toman - Jadranka Tomažič - Irena Tomažin - Violeta Tomič - Jagoda Tovirac - Lucija Lila Tratnik - Metka Trdin - Andrea True

## U
Berta Ukmar - Mileva Ukmar - Breda Urbič - Ana Urbanc - Marina Urbanc - Manca Uršič - Tina Uršič

## V
Nina Valič - Irena Varga - Petra Veber Rojnik - Marija Vega - Mateja Velikonja - Aleksandra Veljković - Polona Vetrih - Jasna Vidmajer (r. Krofak) - Kaja Vidmar - Barbara Vidovič - Alenka Vidrih - Mara Vilar - Alenka Vipotnik - Silvia Viviani - Elena Volpi - Lara Vouk - Vesna Vončina - Nevenka Vrančič - Meta Vranič - Tina Vrbnjak - Urška Vučak Markež

## W
Ewelyne Wohlfeiler

## Z
Božena Zabret - Mileva Zakrajšek - Inja Zalta - Pia Zemljič - Judita Zidar - Neža Zinaić - Tijana Zinajić - Metoda Zorčič - Anka Zupanc (Pavlović) - Iva Zupančič - Jana Zupančič  - Milena Zupančič - Dunja Zupanec -

## Ž
Ajda Žagar -  Eva Žagar - Barbara Žefran - Tjaša Železnik - Valerija Železnik - Maša Židanik Bjelobrk - Maša Žilavec - Nataša Živković